# Sebastian Schertlin von Burtenbach
Sebastian Schertlin von Burtenbach (Schorndorf, 1496. február 12. – Burtenbach, 1577. november 18.) württembergi származású német zsoldosvezér. Mint gyalogsági parancsnok, elsősorban a landsknechteket vezette, V. Károly császár szolgálatban.

## Élete
Édesapja a württembergi Schorndorf polgármestere, bírója és erdőmestere volt, fiát Tübingenben tanította. Schertlin ezt követően mintegy húsz éven át mint tanító dolgozott. Konstanzban a helyi püspöknél íródeák volt. Ezután kezdett el katonáskodni I. Miksa német császár hadában, később a Sváb Ligához került, I. Ulrik württembergi herceg alá.
Harcolt többek között I. Ferenc francia király ellen és részt a páviai csatában. Éveken keresztül német zsoldban szolgált Itáliában. 1527 májusában csapataival együtt részt vett Róma elfoglalásában és kirablásában (Sacco di Roma). Az Angyalvárba menekült VII. Kelemen pápát Schertlin kapitány zsoldosai ostrom alá fogták, június 7-én kapitulációra kényszerítették. A fogságba ejtett egyházfőt csak jelentős váltságdíj lefizetése ellenében hagyták futni.
1532-ben Bécsnél volt a landsknechtek parancsnoka, s kitüntette magát a portyázó törökök elleni harcban. Haditettei közé tartozik a leobersdorfi csata, ahol megsemmisítette Kászim pasát és csapatait.
Utána ismét a franciák elleni háborúkban vett részt,  1542-ben II. Henrik braunschweigi herceg ellen harcolt, és részt vett a schmalkaldeni háborúban. Szolgálataiért kapta meg a bajorországi Burtenbachot, amelyet élete végéig  birtokolt.